# Microcos heterotricha
Microcos heterotricha är en malvaväxtart som först beskrevs av Karl Ewald Maximilian Burret, och fick sitt nu gällande namn av Karl Ewald Maximilian Burret. Microcos heterotricha ingår i släktet Microcos och familjen malvaväxter. Inga underarter finns listade i Catalogue of Life.